# Rezek (Nové Město nad Metují)
Rezek je název místní části Nového Města nad Metují, lázní a bývalého poutního místa.

## Historie
Podle pověsti byla v nedalekém Klopotovském údolí asi v 15. století nalezena sedlákem Mertou z Blažkova stříbrná ruda. Místo nálezu však tajil, tajně rudu kopal a následně jí prodával. Mnohem pravděpodobnější však bude, že se o těžbu stříbra pokoušela místní vrchnost. O této těžbě se však nedochovaly žádné písemné památky. Zůstává však spekulací, zdali zdejší těžba stříbra nestála i za založením Nového Města nad Metují. Jediným pozůstatkem těžby je tzv. Mertova díra známá již v 16. století. Německy psaná kniha o hornictví, kterou si měšťan Macek vypůjčil v roce 1550, uvádí "novoměstské stříbrné doly". Stříbro z nakopaných rud mělo být taveno přímo na zámku. První písemná zmínka o Rezku je k roku 1610, kdy zde na mohutném stromě nedaleko studánky visel obrázek sv.Barbory, patronky havířů. Dolování rudy bylo přerušeno třicetiletou válkou, zdejší voda ze studánky však byla stále populární. Věřilo se, že voda ze studánky má zázračné účinky, a že vrací zrak nevidomým. V roce 1736 zde byla postavena kaple sv. Barbory a spolu s ní i malá lázeňská budova. Pro údržbu kaple zde byla postavena též poustevna. Poustevník zde vybíral za lázeňské koupele. Z vybraných peněz byla založena nadace, ze které byla hrazena údržba kaple a pořádání pravidelných bohoslužeb. Od obce koupil Rezek i s lesem 27. května 1792 hrabě Antonín Leslie. Nechal roku 1793 starou budovu zbořit a na jejím místě nechal postavit novou větší zděnou lázeňskou budovu s jedním poschodím. Nová lázeňská budova byla vystavěna včetně nové cesty k ní v roce 1801. 22. února 1802 byl hrabě Antonín z Leslie raněn ve Štýrském Hradci mrtvicí. Dědici panství knížata z Dietrichsteinu neměla o lázně zájem. Jejich úpadek završily Napoleonské války a státní bankrot v roce 1811. V letech 1813 a 1814 byly pak lázně přeměněny na lazaret pro raněné Rusy z bitvy u Lipska. K obnovení lázní došlo až v roce 1875, kdy došlo k výstavbě nové lázeňské budovy. Lázně se staly velmi populárními mezi umělci a básníky. V roce 1877 je navštívil Jan Neruda společně s Miroslavem Tyršem. Sokol Tyrš zde venku cvičil a kondici si udržoval vynášením těžkých kamenů do kopce. Neruda zase o lázních Rezek napsal: Kdo z měšťáků hledá osvěžení v romanticky krásné krajině, lepšího místa si ani nemůže přát, za dva dny je přírodou vykoupán. Člověkem zavládne tu všeobecná, ničím nerušená spokojenost. Oba dva tyto návštěvníky připomíná od roku 1934 pamětní deska odhalená zde na restaurační budově 28. října 1934. Oživením byly časté lázeňské návštěvy houslového virtuosa Jana Kubelíka, který zde trénoval na své koncerty. K dalším hostům patřily spisovatelka Růžena Svobodová, spisovatel Josef Holeček a herec Eduard Vojan. Lázně nejsou v provozu a chátrají.

## Léčivé účinky
Dnešní balneologie hodnotí pramen studené vody bez jakýchkoliv významných léčebných účinků. Léčivý vliv měl a má tedy zejména klid a čistý vzduch.

## Použité prameny
- Jaroslav Duchoň – Voda, která navracela zrak…, Hradecký deník, 09/01
- Stránky lázní Rezek
- Stránky města Nové město nad Metují
- Listing multikeše Klopotov hry geocaching.